# 곤도 효과

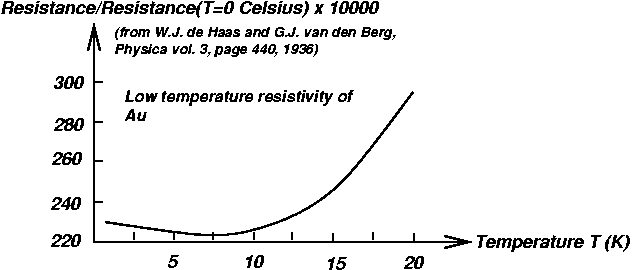
소량의 철에 의한 불순도로 인해 낮은 온도에서 금이 곤도 효과에 의해 비저항이 증가한다.

응집물질물리학에서 곤도 효과(Kondo effect)는 금속에서 Fe나 Co 같은 자성 원자가 첨가되어 나타나는 자기적 불순도로 인해 전도 전자가 산란되는 현상이다. 이러한 현상은 자성 원자가 수많은 비자성 금속 원자의 전자들과 상호작용하면서 매우 낮은 온도에서 비저항이 증가하는 것을 보고 알 수 있다. 오른쪽 그래프를 보면 금의 Fe의 자기적 불순물에 의해 곤도 효과가 어떻게 보여지는지 잘 나타내고 있다. 일반적인 금속의 경우 온도가 감소됨에 따라 금속의 비저항 값은 감소하지만, 곤도 효과에 의해 낮은 온도에서 갑자기 증가하는 현상을 보인다.

## 역사
곤도효과는 1930년 대에 발견되고, 일본의 이론물리학자 곤도 준(近藤 淳, Jun Kondo)이 1964년에 곤도 효과를 최초로 이론적으로 예측하였다. 곤도는 섭동 이론을 이용하여 이 문제에 접근하였다. 이 방법을 이용하여 곤도는 절대온도가 0으로 수렴 할 때 전도 전자의 산란 비율이 자기적 불순도에 의해 발산한다는 것을 예측하였다.

## 전개
온도에 대한 비저항 값은 곤도 효과를 고려할 경우 아래와 같은 식으로 표현할 수 있다.
{\displaystyle \rho (T)=\rho _{0}+aT^{2}+c_{m}\ln {\frac {\mu }{T}}+bT^{5}}.
여기서 {\displaystyle a,b,c_{m}}은 상수, 첫 번째 항은 잔류 저항의 항이고, 두 번째 항은 페르미 액체에 의한 성질, 마지막 항은 격자 구조의 진동에 의해 추가되는 요소이다. 곤도는 세 번째 로그항을 유도하였다. 후에 추가적인 보정을 통하여 이 결과가 어떤 한정된 값에 수렴하며 또한 어떤 특정한 온도에서 최소저항값을 가지는 것을 확인 할 수 있었다. 여기에 앤더슨 불순도 모형과 재규격화 이론을 통해 곤도 효과에 대해 보다 명확한 이해를 도모할 수 있게 되었다.